# Edvin Adolphson
Edvin Adolphson (25 de febrero de 1893 - 31 de octubre de 1979) fue un actor teatral y cinematográfico de nacionalidad sueca

## Biografía

### Carrera
Nacido en la Parroquia de Furingstad, Östergötland (Suecia), su nombre completo era Gustav Edvin Adolphson. Tenía corta edad cuando se trasladó a vivir a Norrköping junto a sus padres, Gustav Adolfsson (1872–1936) y Maria Ström (1874–1952).
Adolphson empezó a trabajar en 1912 en el Arbisteatern de Norrköping, trasladándose a Estocolmo en 1918. A partir de 1920 actuó en el Intima teatern, dedicándose también a partir de ese año al cine, en el cual había debutado en 1918 con Thomas Graals bästa barn (1918). 
Tras actuar en gira encarnando a Helmer en Casa de muñecas (1924), junto a Harriet Bosse (1924), y actuar con Pauline Brunius en 1926 en Brinnande jord, desde 1926 a 1927 actuó en el Lorensbergsteatern de Gotemburgo, pasando ese último año al Teatro Oscar. En 1932 pasó al teatro Dramaten, centrándose a partir de 1935 en el cine.
Además, en la última parte de su trayectoria también actuó en grandes producciones televisivas, como fue el caso de  Markurells i Wadköping, Swedenhielms y Hemsöborna.

### Vida privada
Adolphson se casó cuatro veces. Su primer matrimonio, entre 1916 y 1926, fue con la actriz Margot Chergée (1894–1982). El segundo, entre 1927 y 1932, fue con la actriz Harriet Bosse (1878–1961). Desde 1932 a 1950 estuvo casado con la actriz Mildred Mehle (1904–1987) , y desde 1952 hasta su muerte su esposa fue Ulla Balle-Jensen (nacida en 1922).
Fruto de su primer matrimonio fue una hija, Anna-Greta Adolphson, nacida en  1917. Con su tercera esposa tuvo a Kari Thomée (1932), Olle Adolphson (1934), Kristina Adolphson (1937) y Per B. Adolphson (1945). Dedicados todos al mundo del espectáculo, Anna-Greta fue actriz, Kari se dedicó a la producción televisiva, Olle compositor y cantante, Kristina actriz, y Per se dedicó a la fotografía.
Tuvo una relación con Majken Cullborg, con la que no se casó, y con la que tuvo un hijo, el actor y director Leo Cullborg (1946).
Edvin Adolphson falleció en Solna, Suecia, en 1979. Fue enterrado en el Cementerio de la Iglesia de Solna.

## Teatro
- 1920 : Öga för öga, de John Galsworthy, escenografía de Einar Fröberg, Komediteatern[8]
- 1920 : Professor Storitzyn, de Leonid Andréiev, escenografía de Einar Fröberg, Komediteatern[9]
- 1920 : Fästningen faller, de Sacha Guitry, Komediteatern[10]
- 1920 : 2 X 2=5, de Gustav Wied, Komediteatern[11]
- 1921 : Nju, de Osip Dymov, escenografía de Rune Carlsten, Komediteatern[12]
- 1921 : Dygdens stig, de Robert de Flers y Gaston Arman de Caillavet, escenografía de Einar Fröberg, Komediteatern[13]
- 1921 : En hustru för mycket, de Francis de Croisset, escenografía de Einar Fröberg, Komediteatern[14]
- 1921 : Chitra, de Rabindranath Tagore, escenografía de Einar Fröberg, Komediteatern[15]
- 1922 : Mollusken, de Hubert Henry Davies, escenografía de Knut Nyblom, Vasateatern[16][17]
- 1923 : Det stängda paradiset, de Maurice Hennequin y Romain Coolus, escenografía de Knut Nyblom, Vasateatern[18]
- 1923 : Andra bröllopsnatten, de Maurice Hennequin, escenografía de Knut Nyblom, Vasateatern[19][20][21]
- 1923 : Bläckplumpen, de Ernest Vajda, escenografía de Knut Nyblom, Vasateatern[22][23]
- 1923 : Hasard, de Alfred Savoir, escenografía de Knut Nyblom, Vasateatern[24]
- 1923 : Jag är skyldig dig en hustru, de Yves Mirande y Henri Géroule, escenografía de Knut Nyblom, Vasateatern[25]
- 1923 : Fruar på krigsstråt, de Georges Feydeau, escenografía de Albert Ranft, Vasateatern[26]
- 1924 : Min sällskapsdam, de André Picard, escenografía de Knut Nyblom, Vasateatern[27]
- 1924 : Kleptomani, de Ernst Pabst, Vasateatern[28]
- 1924 : På hal is, de Franz Arnold y Ernst Bach, escenografía de Knut Nyblom, Vasateatern[29]
- 1924 : Krokodilen, de Karl Strecker, escenografía de Knut Nyblom, Vasateatern[30]
- 1924 : Trettio dagar, de Augustus Thomas, escenografía de Ragnar Widestedt, Vasateatern[31]
- 1925 : En sensation hos Mrs Beam, de Charles Kirkpatrick Munro, escenografía de Ernst Eklund, Blancheteatern[32]
- 1927 : Den första av herrarna, de Yves Mirande y André Mouézy-Éon, escenografía de Gösta Ekman, Teatro Oscar[33]
- 1927 : Dibbuk - Mellan tvenne världar, de S. Ansky, escenografía de Robert Atkins, Teatro Oscar[34][35]
- 1927 : Spelet om kärleken och döden, de Romain Rolland, escenografía de Rune Carlsten, Teatro Oscar[36]
- 1928 : Rötmånad, de Erik Lindorm, escenografía de John W. Brunius, Teatro Oscar[37][38]
- 1928 : Skandalskolan, de Richard Brinsley Sheridan, escenografía de Johannes Poulsen, Teatro Oscar[39][40]
- 1928 : Broadway, de Philip Dunning y George Abbott, escenografía de Mauritz Stiller, Teatro Oscar[41][42]
- 1928 : Gustaf III, de August Strindberg, escenografía de Rune Carlsten, Teatro Oscar[43]
- 1928 : Daglannet, de Bjørnstjerne Bjørnson, escenografía de Pauline Brunius, Teatro Oscar[44]
- 1928 : Julio César, de William Shakespeare, escenografía de Rune Carlsten, Teatro Oscar
- 1929 : Männen vid fronten, de Robert Cedric Sherriff, escenografía de Thomas Warner, Teatro Oscar
- 1929 : Dulcie, de George S. Kaufman y Marc Connelly, escenografía de Tollie Zellman, Teatro Oscar[45][46]
- 1929 : Vid 37de gatan, de Elmer Rice, escenografía de Svend Gade, Teatro Oscar[47]
- 1930 : Enrique VIII, de William Shakespeare, escenografía de Thomas Warner, Teatro Oscar[48]
- 1930 : En liten olycka, de Floyd Dell y Thomas Mitchell, escenografía de Gösta Ekman, Teatro Oscar[49]
- 1930 : Gustav Vasa, de August Strindberg, escenografía de Gunnar Klintberg, Teatro Oscar[50]
- 1930 : Kontraband, de Oscar Rydqvist, escenografía de Edvin Adolphson, Sala Riviera[51]
- 1930 : Nyckelromanen, de Ragnar Josephson, escenografía de Erik Berglund, Teatro Oscar[52][53]
- 1931 : Det svaga könet, de Édouard Bourdet, escenografía de Max Reinhardt, Teatro Oscar[54]
- 1931 : Ett tu tre, de Ferenc Molnár, escenografía de Bjørn Bjørnson, Teatro Oscar
- 1931 : Statister, de Richard Duschinsky, escenografía de Svend Gade, Teatro Oscar[55]
- 1931 : Mozart, de Sacha Guitry, escenografía de Ragnar Hyltén-Cavallius, Teatro Oscar[56]
- 1932 : En gentleman?, de H.M. Harwood, escenografía de Pauline Brunius, Teatro Oscar[57]
- 1932 : Fanny, de Marcel Pagnol, escenografía de Pauline Brunius, Teatro Oscar[58]
- 1932 : Guds gröna ängar, de Marc Connelly, escenografía de Olof Molander, Dramaten
- 1932 : Över förmåga, de Bjørnstjerne Bjørnson, escenografía de Alf Sjöberg, Dramaten
- 1933 : Mäster Olof, de August Strindberg, escenografía de Olof Molander, Dramaten
- 1933 : Damen i vitt, de Marcel Achard, escenografía de Rune Carlsten, Dramaten
- 1934 : Rivalerna, de Richard Brinsley Sheridan, escenografía de Alf Sjöberg, Dramaten
- 1934 : En hederlig man, de Sigfrid Siwertz, escenografía de Alf Sjöberg, Dramaten
- 1935 : Trots allt, de Henry Bernstein, escenografía de Rune Carlsten, Dramaten
- 1936 : Han som ville bli bedragen, de Fernand Crommelynck, escenografía de Per Lindberg, Vasateatern[59][60]
- 1938 : George and Margaret, de Gerald Savory, escenografía de Edvin Adolphson, Teatro Oscar[61][62]
- 1939 : Mitt i Europa, de Robert E. Sherwood, escenografía de Rune Carlsten, Dramaten
- 1939 : Madame Sans Gêne, de Victorien Sardou y Émile Moreau, escenografía de Olof Molander, Teatro Oscar
- 1940 : Mucho ruido y pocas nueces, de William Shakespeare, escenografía de Alf Sjöberg, Dramaten
- 1940 : La fierecilla domada, de William Shakespeare, escenografía de Sandro Malmquist, Teatro Oscar[63]
- 1942 : Kid Jackson, de Marcel Achard, escenografía de Olof Molander, Vasateatern[64]
- 1943 : Vår hemliga dröm, de Robert Boissy, escenografía de Carlo Keil-Möller, Dramaten
- 1944 : Rebeca, de Daphne du Maurier, escenografía de Martha Lundholm, Vasateatern[65]
- 1945 : Cyrano de Bergerac, de Edmond Rostand, escenografía de Sandro Malmquist, Malmö stadsteater
- 1946 : La fierecilla domada, de William Shakespeare, escenografía de Sandro Malmquist, Malmö stadsteater
- 1947 : Cyrano de Bergerac, de Edmond Rostand, escenografía de Sandro Malmquist, Teatro Oscar[66]
- 1950 : La ópera de los tres centavos, de Bertolt Brecht y Kurt Weill, escenografía de Ingmar Bergman, Intiman[67]
- 1956 : Graven under Triumfbågen, de Paul Raynal, escenografía de Harry Roeck Hansen, Blancheteatern[68]
- 1956 : La gata sobre el tejado de zinc, de Tennessee Williams, escenografía de Per Gerhard, Vasateatern[69]
- 1960 : Miraklet, de William Gibson, escenografía de Per Gerhard, Vasateatern[70]

### Director
- 1930 : Kontraband, de Oscar Rydqvist, Sala Riviera
- 1937 : Anthony and Anna, de St. John Greer Ervine, Komediteatern
- 1938 : George and Margaret, de Gerald Savory, Teatro Oscar

## Teatro radiofónico
- 1948 : Kolar-Fredik, de Inge Johansson, dirección de Lars Madsén[71]
- 1960 : Jons födelsedag, de Inge Johansson, dirección de Helge Hagerman[72]

## Selección de su filmografía

### Actor
- 1918 : Thomas Graals bästa barn
- 1920 : Gyurkovicsarna
- 1920 : Mästerman
- 1921 : Körkarlen
- 1921 : En vildfågel
- 1921 : De landsflyktige
- 1922 : Vem dömer
- 1922 : Thomas Graals myndling
- 1922 : Kärlekens ögon
- 1922 : Det omringade huset
- 1923 : Anderssonskans Kalle på nya upptåg
- 1923 : Andersson, Pettersson och Lundström
- 1923 : Friaren från landsvägen
- 1924 : Där fyren blinkar
- 1924 : Sten Stensson Stéen från Eslöv
- 1925 : Karl XII
- 1925 : Flygande holländaren
- 1925 : Polis Paulus' påskasmäll
- 1926 : Till Österland
- 1926 : Fänrik Ståls sägner-del I
- 1926 : Fänrik Ståls sägner-del II
- 1926 : Hon, den enda
- 1926 : Bröllopet i Bränna
- 1927 : Förseglade läppar
- 1928 : Janssons frestelse
- 1928 : Gustaf Wasa del I
- 1928 : Gustaf Wasa del II
- 1929 : Hjärtats triumf
- 1929 : Säg det i toner
- 1930 : Vi två
- 1931 : Generalen
- 1931 : Brokiga Blad
- 1931 : Skepp ohoj!
- 1931 : Längtan till havet
- 1931 : Halvvägs till himlen
- 1932 : Tango
- 1932 : Modärna fruar
- 1932 : Kärlek och kassabrist
- 1933 : Kära släkten
- 1934 : Atlantäventyret
- 1934 : Sången om den eldröda blomman
- 1935 : Munkbrogreven
- 1936 : Bröllopsresan
- 1936 : På Solsidan
- 1936 : Johan Ulfstjerna
- 1937 : Ryska snuvan
- 1937 : John Ericsson - segraren vid Hampton Roads
- 1938 : Dollar
- 1939 : Gubben kommer
- 1939 : En enda natt
- 1939 : Efterlyst
- 1940 : Med dej i mina armar
- 1940 : Ett brott
- 1941 : En kvinna ombord
- 1941 : Fröken Kyrkråtta
- 1941 : Livet går vidare
- 1942 : Man glömmer ingenting
- 1942 : Lågor i dunklet
- 1942 : General von Döbeln
- 1942 : Djurgårdsmässan
- 1943 : Sjätte skottet
- 1943 : Hon trodde det var han
- 1944 : En dag skall gry
- 1945 : Maria på Kvarngården
- 1945 : Galgmannen
- 1945 : Mans kvinna
- 1945 : Kungliga patrasket
- 1946 : Begär
- 1946 : Åsa-Hanna
- 1947 : Folket i Simlångsdalen
- 1947 : Supé för två
- 1948 : Flottans kavaljerer
- 1948 : En svensk tiger
- 1949 : Singoalla
- 1950 : Frökens första barn
- 1950 : Kvartetten som sprängdes
- 1950 : Kastrullresan
- 1951 : Hon dansade en sommar
- 1951 : Dårskapens hus
- 1952 : Hård klang
- 1953 : Vägen till Klockrike
- 1953 : Vingslag i natten
- 1953 : Göingehövdingen
- 1955 : Älskling på vågen
- 1955 : Ute blåser sommarvind
- 1955 : Paradiset
- 1955 : Enhörningen
- 1955 : Giftas
- 1956 : Sceningång
- 1956 : Sången om den eldröda blomman
- 1956 : Pettersson i Annorlunda
- 1957 : Synnöve Solbakken
- 1958 : Laila
- 1958 : Körkarlen
- 1958 : Bock i örtagård
- 1959 : Djurgårdsmässan
- 1959 : Får jag låna din fru?
- 1960 : Goda vänner trogna grannar
- 1960 : Bröllopsdagen
- 1961 : Änglar, finns dom?
- 1961 : Pärlemor
- 1961 : Swedenhielms (TV)
- 1963 : Sällskapslek
- 1963 : Prins Hatt under jorden
- 1964 : Bröllopsbesvär
- 1966 : Hemsöborna (TV)
- 1968 : Markurells i Wadköping (TV)

### Director
- 1923 : Grönköpings veckorevy
- 1929 : Säg det i toner
- 1930 : När rosorna slå ut
- 1931 : Brokiga Blad
- 1932 : Modärna fruar
- 1934 : Atlantäventyret
- 1935 : Flickornas Alfred
- 1946 : Begär

### Guionista
- 1930 : När rosorna slå ut
- 1932 : Modärna fruar
- 1935 : Flickornas Alfred
- 1946 : Begär